# Troy, Ohio
Troy är administrativ huvudort i Miami County i delstaten Ohio. Troy hade 25 058 invånare enligt 2010 års folkräkning.